# Kwangsisaurus
Kwangsisaurus is een geslacht van uitgestorven basale pistosauroïde reptielen, bekend uit het Vroeg- tot Midden-Trias (Olenekien, Anisien) van Guangxi, Zuid-China. Het bevat als enige soort Kwangsisaurus orientalis.

## Ontdekking
Kwangsisaurus is alleen bekend van het holotype IVPP V2338, een fragmentarisch postcraniaal skelet dat is ondergebracht bij het Institute of Vertebrate Paleontology and Paleoanthropology. Het skelet bestaat uit twintig ruggenwervels, zes halswervels, een slecht geconserveerde schoudergordel en een rechtervoorpoot. Het holotype werd zwaar beschadigd bij het bergen. Yang zag de halswervels voor vijf staartwervels aan en interpreteerde het specimen dus achterstevoren, denkend dat de voorpoot een achterpoot was en de schoudergordel een bekkengordel. IVPP V2338 werd verzameld in Fupingtun, Dengilu van Wuming, provincie Guangxi, van de Beisi-formatie van de Loulou-groep. De datering is onzeker, maar valt binnen het Olenekien of Anisien van het late Vroeg-Trias of het vroege Midden-Trias.
De tweede soort Kwangsisaurus lusiensis, genoemd door Young in 1978 op basis van specimen IVPP RV 100 en verzameld in Luxi, de provincie Yunnan van de Falang-formatie, werd uit het geslacht verwijderd en wordt nu beschouwd als verwant aan Lariosaurus. Het holotype van deze soort is zoek.

## Etymologie
Kwangsisaurus werd voor het eerst beschreven en benoemd in 1965 door Yang Zhongjian, ook bekend als Chung-Chien Young en de typesoort is Kwangsisaurus orientalis. De geslachtsnaam is afgeleid van Kwangsi, een alternatieve spelling van de voormalige provincie Guangxi, waar het holotype werd gevonden, en van het Griekse sauros, wat 'hagedis' betekent, een algemeen achtervoegsel voor geslachtsnamen van uitgestorven reptielen. De soortaanduiding orientalis is Latijn voor 'van het oosten', als een klemtoon op het Oost-Aziatische voorkomen van Kwangsisaurus wiens verwanten bekend waren uit Europa en het Midden-Oosten op het moment van zijn ontdekking.

## Beschrijving
Kwangsisaurus moet vrij fors geweest zijn, misschien een anderhalve meter lang.
Het ravenbeksbeen heeft een aparte vorm. Het is breed en plaatvormig met een afgeronde binnenrand aan de zijde van de symfyse met de tegenhanger. De buitenrand is klokvormig.

## Fylogenie
Een analyse van Oliver Rieppel uit 1998 vond Kwangsisaurus in een polytomie met Corosaurus en Chinchenia.